# 青空Jumping Heart
- ラブライブ! > ラブライブ!サンシャイン!! > Aqours > 青空Jumping Heart

「青空Jumping Heart」（あおぞらジャンピングハート）は、Aqoursによるシングル。2016年7月20日にLantisから発売された。通称は「青ジャン」。

## 概要
前作「恋になりたいAQUARIUM」から3ヶ月ぶりのシングル。アニメ第1期シングル第1弾。
表題曲「青空Jumping Heart」は、テレビアニメ『ラブライブ！サンシャイン!!』の第1期オープニングテーマおよび、第2期第13話オープニングテーマ。第2期13話ではオープニングテーマとして使用されたと同時に劇中(ラブライブ！春決勝大会優勝時のアンコール曲)で披露された扱いとなっており、一部のカットが新規作画に差し替えられている。
CDには初回生産特典として「Aqoursオープニングメンバーカード」（全9種）がランダムで1種封入される。
2017年12月13日に生出演した地上波生放送の音楽番組「2017 FNS歌謡祭 第2夜」、2018年7月14日深夜に生出演した地上波生放送の音楽番組「音楽の日 2018 第二部」ではこの曲を披露した。

## チャート成績
2016年7月19日付のオリコンデイリーランキングでは6位にランクイン。翌日の7月20日付では1.2万枚を売上げ2位にランクインした。その後も5日連続で2位を守り続けた。
8月1日付のオリコン週間ランキングでは4.7万枚を売上げ4位にランクイン。アニメ週間チャートにおいても前作に引き続き2作連続となる1位を獲得した。
ビルボードにおいてもHot Animationにおいて3作連続となる1位を獲得した。
また、A&Gメディアステーション こむちゃっとカウントダウンのこむちゃーとでは、2016年8月20日放送分（第723回）で1位を獲得して以降、同年10月1日放送分（第729回）までの7週にわたって1位を獲得した。また、獲得ポイントではこの年の年間チャートで1位となり、キャラクターの曲としては放課後ティータイムの「NO,Thank You!」が2010年度で1位になって以来、6年ぶりの年間1位獲得となった。

## 収録曲
- 全作詞：畑亜貴

1. 青空Jumping Heart
  - 作曲：伊藤賢、光増ハジメ　編曲：EFFY
  - テレビアニメ『ラブライブ！サンシャイン!!』第1期オープニングテーマ
  - テレビアニメ『ラブライブ！サンシャイン!!』第2期第13話オープニングテーマ[注 2]
2. ハミングフレンド
  - 作曲：桑原聖 (Arte Refact)　編曲：酒井拓也 (Arte Refact)
3. 青空Jumping Heart（Off Vocal）
4. ハミングフレンド（Off Vocal）

## カバー
- 鳳ここな（石見舞菜香）、静香（長谷川育美）、連尺野初魅（葵井歌菜）、千寿暦（鳥部万里子）、千寿いろは（岡咲美保） - 2024年12月4日にゲーム『ワールドダイスター 夢のステラリウム』に追加収録。
- みらくらぱーく！［大沢瑠璃乃（菅叶和）、安養寺姫芽（来栖りん）］ - 2025年6月14日にゲーム『Link!Like!ラブライブ!』に追加収録。